# 포픈 트윈비
포픈 트윈비(Pop'n Twinbee, ポップンツインビー)는 원래 1993년에 코나미가 일본에서 슈퍼 패미컴용으로 출시한 탑뷰 슈팅 게임이다. 이 게임은 PAL 지역의 슈퍼 패미컴용으로도 출시되었다. 트윈비 시리즈의 여섯 번째 게임이자 아케이드 게임 나왔다!! 트윈비의 후속작이다. 유럽 버전은 코나미의 팔콤 소프트웨어 부서에서 출시되었으며 유럽 시장용으로 현지화된 3개의 트윈비 게임 중 첫 번째 게임이었고, 그 뒤를 이어 포픈 트윈비의 게임보이 버전(실제로 일본에서는 "트윈비 다!!"라는 제목의 이전 게임이었음)이 나왔다. 그리고 횡스크롤 플랫폼 게임인 "Pop'n TwinBee: Rainbow Bell Adventures"가 있다. 2020년 2월 닌텐도 스위치 온라인 슈퍼 NES 라이브러리 업데이트를 통해 슈퍼패미컴 출시 후 27년 만에 북미에 출시되었다.

## 구성
게임의 오프닝 시퀀스에서는 트윈비와 윈비가 돈부리 섬의 하늘을 순찰하면서 갑자기 마도카라는 어린 소녀로부터 조난 신호를 받는 모습을 보여준다. 마도카는 자신이 한때 자비로운 과학자였던 마독 박사의 손녀임을 밝힌다. 그는 머리에 부딪혀 미치게 만들었다. 마독 박사는 이제 아콘맨 군대로 세계를 정복하려고 하며, 트윈비와 윈비만이 그를 막을 수 있다.